# Plutus
Plutus es una empresa fintech con sede en Londres fundada en 2015.

## Historia
Fue establecida en 2015 por Danial Daychopan y Jasper Tay.
En 2016, la empresa lanzó una aplicación que permitía a los poseedores de Bitcoin utilizar la criptomoneda en comercios habilitados con tecnología NFC.
En mayo de 2021, Plutus recibió una financiación de 5 millones de dólares del fondo de criptomonedas Alphabit.
El 31 de marzo de 2022, Plutus lanzó un programa de recompensas que ofrece devolución de dinero por compras realizadas con su tarjeta de débito Visa. Más tarde, ese mismo año, se asoció con Curve, la aplicación agregadora.
También en 2022, Plutus se asoció con Prepaid Ventures para emitir sus tarjetas en Estados Unidos. Hasta el segundo trimestre de 2022, el sistema de tarjetas de Plutus está integrado por 70 millones de comercios en todo el mundo.
En febrero de 2023, el socio bancario de Plutus se convirtió en Modulr.

## Operaciones
La aplicación financiera de Plutus incluye una cuenta fiduciaria (cuenta en el Reino Unido o un IBAN europeo) para gestionar monedas fiduciarias y criptomonedas en una billetera no custodial, una billetera de criptomonedas y un intercambio descentralizado. La empresa tiene su token ERC-20 llamado Pluton (PLU) en la red Ethereum. Los usuarios registrados reciben un 3% encripto en PLU cuando compran en línea con la tarjeta de débito Plutus. Apostar PLU desbloquea recompensas adicionales en marcas seleccionadas, incluyendo Netflix, Spotify, Prime, Apple One, Uber, Aldi, Asos y Deliveroo Plus. Danial Daychopan es el CEO y Gyan Chawdhary es el director de tecnología.